# Лојд Вилијамс
Лојд Вилијамс (енгл. Lloyd Williams; 30. новембар 1989) професионални је рагбиста и репрезентативац Велса, који тренутно игра за Кардиф Блуз.

## Биографија
Висок 183 цм, тежак 87 кг, Вилијамс је за репрезентацију Велса до сада одиграо 23 тест мечева и постигао 2 есеја.